# Брусниця
Брусни́ця (Vaccinium vitis-idaea L.) — рослина роду вакциніум (Vaccinium) родини вересових (Ericaceae).

## Назва

### Етимологія
Українське «брусниця» походить від прасл. *brusьnika/*brusьnica (з давнішого *brusinika). Споріднене з рос. брусника, пол. bruśnica, brusznica, чеськ. brusnice. За найпоширенішою версією, праслов'янське *brusinika за походженням пов'язане зі словами брус, церк.-слов. (о)брусити («гладити», «намазувати», «фарбувати», «торкатися», «точити»), староцерк.-слов. събрысати («зіскоблювати», «обрубувати»), а також з убрус («хустка»). Назва пов'язана з тим, що стиглі ягоди брусниці легко зриваються, «змахуються». Аналогічним чином пояснюється нім. Streichenbeere («брусниця») — від streichen («гладити»). Також зіставляють слов'янське *brusinika з лит. brukne і латис. bruklene («брусниця»), які порівнюють з лит. braukti («змахувати», «стирати»).
За іншою версією, праслов'янське *brusinika, разом з німецькими Brausbeere, Prausbeere — слово доіндоєвропейського, субстратного походження.
Третя версія виводить *brusinika з гіпотетичного праслов'янського кореня *brus/*braus- («червоний»), рос. бруск («марена фарбувальна»), пол. czerwienica («брусниця», буквально — «червона ягода»). Тобто, брусниця — «червона ягода».

### Народні назви
Народні назви брусниці — борина, боровина, борівка (від пол. borówka), брослина, бруслинчик; хворостя́нка (форостінки); у гуцулів: ґоґо́дза, ґоґо́зи, ґоґо́ци, ґоґо́цки, ґоґо́зник від рум. coácăză (порічки); голозник, голубець, грушпан, на закарпатській Верховині: бугеледзи; у бойків: кам'яниця, кам'янка, камінки; квасниця червона, квасничник, суфез, яфуза.

## Систематика
Тривалий час брусницю виділяли в окремий рід Rhodococcus з двома видами — Rhodococcum minus (G.Lodd.) Avrorin та Rhodococcum vitis-idaea (L.) Avrorin, але сучасна Флора Європи наводить один вид з двома підвидами: Vaccinium vitis-idaea L. subsp. minus (G.Lodd.) Hultén та Vaccinium vitis-idaea L. subsp. vitis-idaea.

## Морфологічна характеристика

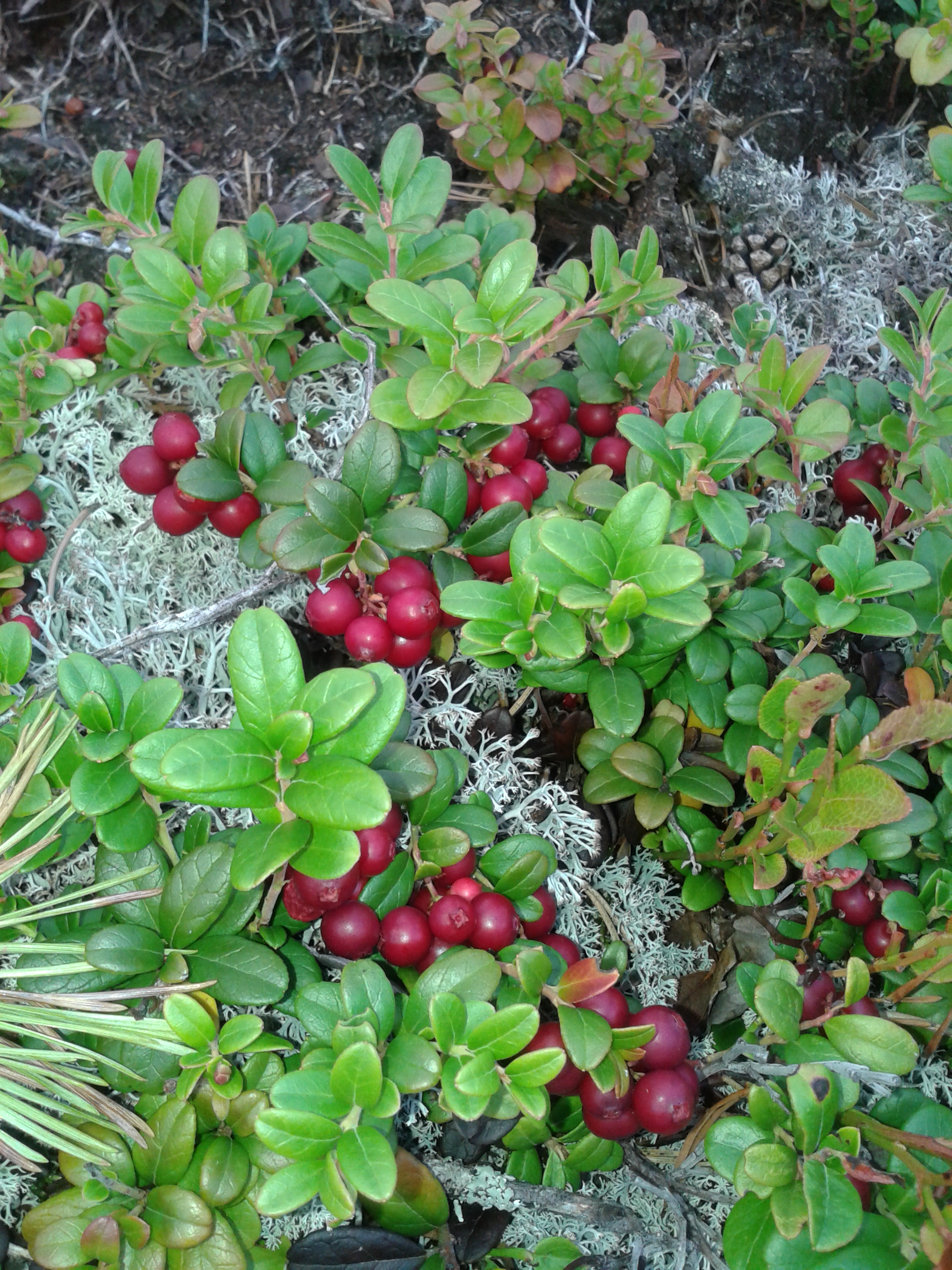
Кущики брусниці

Брусниця — невисокий кущик (10—28 см заввишки) з довгим повзучим кореневищем. Стебло прямостояче з округлими короткоопушеними гілочками. Пагони зеленувато-бурі, вкриті короткими гачкоподібними волосками.
Листки чергові, оберненояйцеподібні або еліптичні — (0,5—3 см завдовжки і 0,2—1,5 см завширшки), шкірясті, тупі, цілокраї або нечітко зарубчасті із загнутими вниз краями, гладенькі або при основі трохи опушені; зверху темнозелені, блискучі, зісподу світліші, з темними залозками, тримаються на рослині протягом двох-трьох років. Квітки з двома приквітками зібрані у верхівкові 2—16 квіткові китиці на кінцях торішніх пагонів. Квітконіжки короткі, червонуваті, опушені. Чашечка чотиризубчаста, з короткими округлими червонуватими або зеленуватими зубцями. Віночок (5—6 мм завдовжки) дзвоникуватий, 4—5-зубчастий, біло-рожевий або рожевий. Тичинок 8 (10) з короткими, не виступаючими за межі віночка нитками. Маточка одна, зав'язь чотиригнізда. Плід — округла ягода (7—12 мм у діаметрі), спочатку зеленувато-6іла, стигла — яскраво-червона. Насіння численне, червонувато-буре, з сітчастою шкірочкою, у формі півмісяця. Цвіте у другій половині травня і в червні, ягоди достигають у серпні — вересні.
Формула квітки: *К4С4А8G1_ (квітки двостатеві).

## Поширення
Поширена у лісовій та тундровій зонах у всій північній півкулі від Євразії до Північної Америки. Росте брусниця у хвойних і мішаних лісах, на галявинах. Світлолюбна рослина. В Україні поширена на Поліссі і в Карпатах, де росте на полонинах, доходячи місцями до гірських вершин. Часом утворює суцільні зарості на площі у кілька гектарів. Заготівля можлива у Волинській, Рівненській, Тернопільській, Львівській, Івано-Франківській, Чернівецькій і Закарпатській, на півночі Київської і в Житомирській областях. Можна зустріти брусницю на півночі Сумської і Чернігівської областей, дуже рідко при старицях у Надроссі. Запаси обмежені.

## Практичне використання
Харчова, вітамінозна, медоносна, лікарська, декоративна рослина.

### Господарське значення

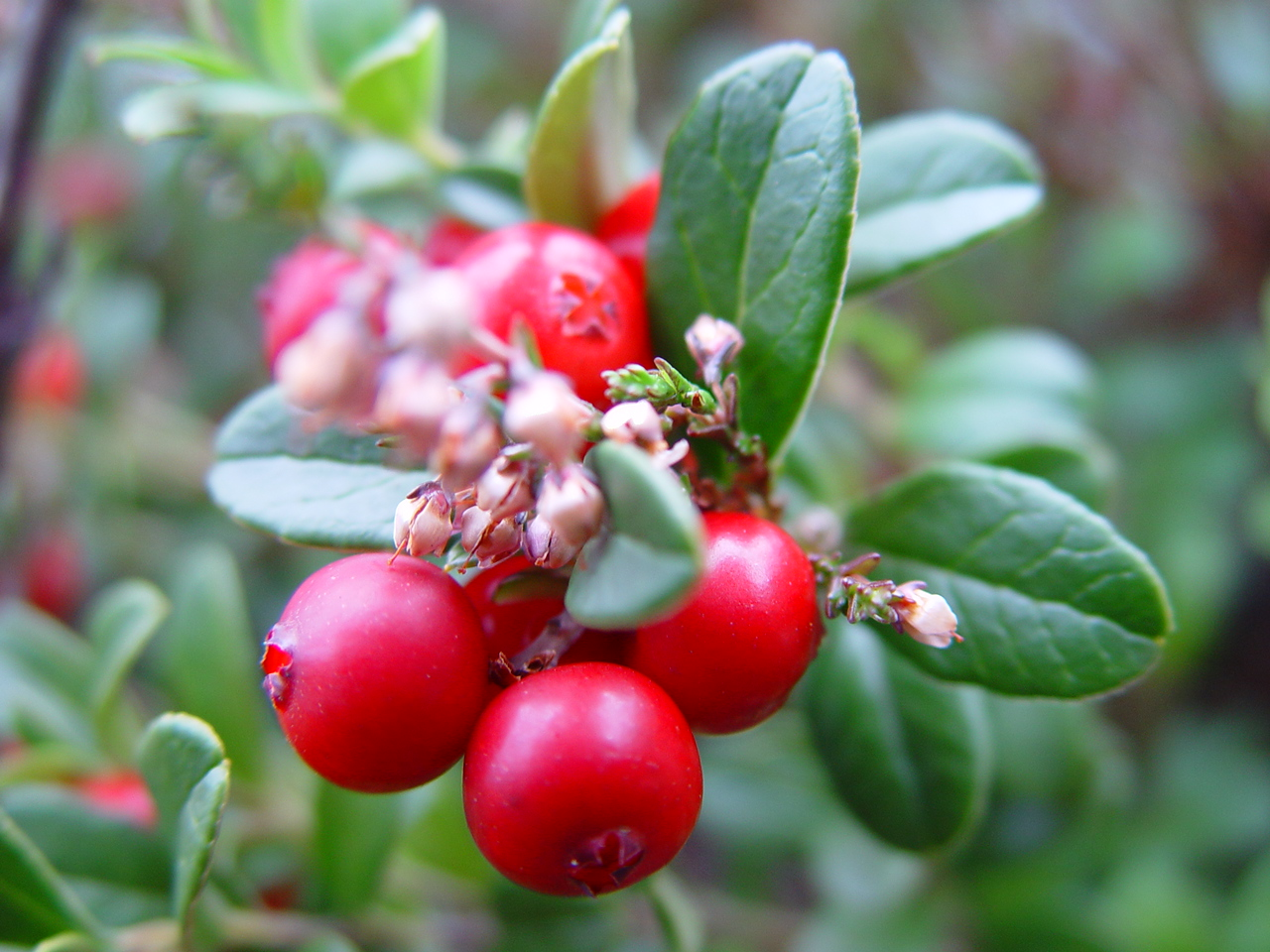
Ягоди брусниці

Ягоди вживають свіжими і переробленими. З них готують варення, компоти, джем, начинку для цукерок, пастилу, сік, маринади, екстракти, напої. Квашена брусниця має приємний смак і може довго зберігатись. Її застосовують як гарнір до м'ясних і рибних страв, додають у салати.
Високі харчові й смакові властивості ягід брусниці зумовлені наявністю в них цукрів (до 7 %), органічних кислот: лимонної, яблучної, молочної, бурштинової, бензойної, саліцилової (загальний вміст 2,5 %). Завдяки наявності бензойної кислоти ягоди брусниці тривалий час зберігаються свіжими.

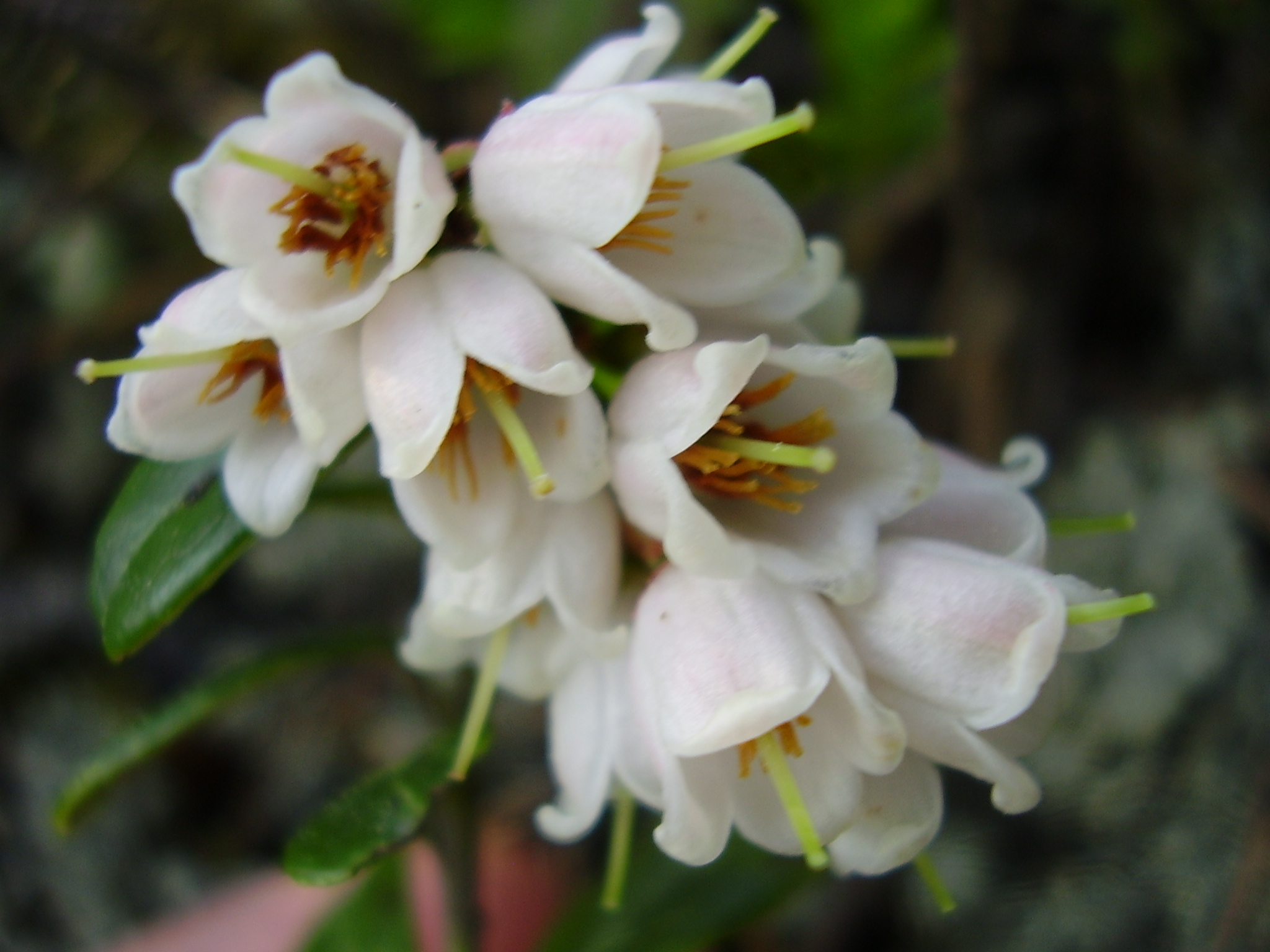
Цвітіння брусниці

Крім того, ягоди містять пектинові й дубильні речовини (0,32 %), глікозиди арбутин і вакцинін, провітамін А, вітамін С (7—23 мг%). Насіння брусниці містить 32 % жирної, швидковисихаючої олії.

### Фармакологічні властивості
У науковій медицині використовують листки брусниці — Folium Vitis idaea як сечогінний і дезинфікуючий засіб при нирковокам'яній хворобі, ревматизмі, подагрі, циститах. Антисептична й протизапальна дія препаратів з листків брусниці подібна до дії листків мучниці звичайної і зумовлена наявністю в них глікозидів, арбутину, гіперозиду, дубильних речовин, елагової та хінної кислот.
Свіжі листки брусниці при подрібненні виділяють леткі фітонциди.

### Медичне застосування
У народній медицині застосовують ягоди і всю рослину, зібрану в період цвітіння, при ревматизмі, застуді, кашлі, захворюванні печінки, нирок, сечового міхура, при маткових кровотечах, туберкульозі легень, гіпертонії. Сік ягід вживають при запальних процесах і проносах.

### Медонос
Як медоносна рослина поступається перед чорницею, але у холодні ве́сни, коли гинуть квіти чорниці, стає цінною для бджільництва. Дає підтримуючий взяток, медопродуктивність її до 50 кг з 1 га. Як декоративна рослина рекомендується для декорування кам'яних гірок у лісопарках.

## Збирання, переробка та зберігання
Ягоди збирають з середини серпня до перших заморозків. Збирають брусницю вручну, за допомогою гребінців або комбінованим способом.
Складають ягоди у плетені кошики і зберігають під наметом, на полицях, розстилаючи їх шаром товщиною до 25 см. Перед відправкою на пункти переробки ягоди сортують на сортувальних машинах.
Ягоди брусниці транспортабельні, добре зберігаються. У сучасному холодильнику стоїть цілий рік навіть без цукру.
Шляхом переробки з ягід готують екстракти, варення; джем, кондитерські вироби, консерви.
Як лікарську сировину листки брусниці заготовляють від початку сніготанення і до початку цвітіння або восени після збирання ягід. Якщо збирати листя і ягоди одночасно — листя почорніє. Збирають листки вручну, зразу ж відкидаючи почорнілі. Сушать листки в сушарках або під наметами з достатньою вентиляцією, розстилаючи тонким шаром на папері чи тканині. Пакують висушену сировину в мішки вагою до 25 кг і зберігають у сухих, добре провітрюваних приміщеннях.
Урожайність брусниці 60—300 кг/га. Найкраще плодоносить вона в зріджених деревостанах, на свіжих порубах. Великих суцільних заростей не утворює і мало придатна для промислової заготівлі, збирається переважно місцевим населенням. Урожайність ягідника можна підвищити, інтенсифікуючи процес запилення шляхом вивезення пасік. Відсутність запилювачів негативно позначається на урожайності ягід, тільки 50 % квіток зав'язують плоди, при цьому плоди дрібні і мають мало насіння.
Для підвищення продуктивності брусничників рекомендується раз на 4—5 років проводити омолоджувальне обрізування; двічі за вегетаційний період — поверхневе розпушування ґрунту. Добрі наслідки дає підсаджування в розріджені плантації брусниці кореневих живців і частин куща, підсівання насіння в післявегетаційний період.
Брусниця потребує дбайливого використання, охорони та відтворення шляхом культури. Перші досліди зі створення культур брусниці розпочаті в 1968 р. Інститутом садівництва в Піккіо (Фінляндія). За даними фінських вчених, брусниця, перенесена з природних умов на пробні площі, прекрасно прижилась і протягом чотирьох років давала високі врожаї ягід.

## Вирощування
Всупереч критичній оцінці можливостей вирощування брусниці авторами радянських підручників, брусниця чудово приймається, росте вище, швидше і густіше, ніж дика. Виведено десятки високопродуктивних сортів.
Основні помилки: не садити в низинку, а навпаки на торф'яне, мохове підвищення для уникнення засолювання, залуговування, застою води. Якщо посадити в тіні дерева — довго не цвістиме. Не боятися посухи: торф миттєво не просихає, ефект закріплюється мульчуванням піском. Поливати рясно, але не заливати. Не варто боятися певних відхилень у складі землі, освітленні, опадах тощо. Найважливіше мати можливість навідуватися й оперативно реагувати на проблеми. Найкраще садити декілька сортів для гарного запилення. Урожайність сортової брусниці в рази вища від дички. Деякі сорти цвітуть двічі.
Зокрема, відомі сорти
- «Корал»
- «Костромська рожева»
- «Ернтезеґен»[9].

## Розмноження
Розмножувати брусницю в домашніх умовах неважко. Найдоступніші способи — насінням та черенкуванням в укорінювачі у вологому середовищі. Клони починають цвісти значно раніше за сіянці і краще зберігають ознаки сорту. Поділ куща проводиться обережно: копати треба дуже глибоко, щоб захопити всисну зону. Мікрокорінців і волосків ви не знайдете, оскільки їх функцію виконує мікоризований грибок. Саме тому і живці, і саджанці необхідно тримати у волозі.
Саджанець дуже гарно реагує на кислий торф. Якщо торф не з верхових боліт і не дуже кислий, можна підлити розчин оцту: кілька ложок на відро.
Прополка виконується рідко і обережно. Ставити за мету повністю викоренити траву не варто, але рослини, які формують густі кореневища, прибирають.
Внесення перегною під молоді рослини неприпустиме. Набагато краще перепрілі голки і друзки з соснової кори, соснові смоли тощо. Необхідні азотні, магнієві та інші добрива.
За межами лісової зони тричі на сезон здійснюється підкислення. Підходить розведений оцет, концентрований сік лимона, грейпфрута, лайма, сірчана кислота. Існує інформація про борну кислоту, але є припущення щодо її шкідливості.

## Галерея

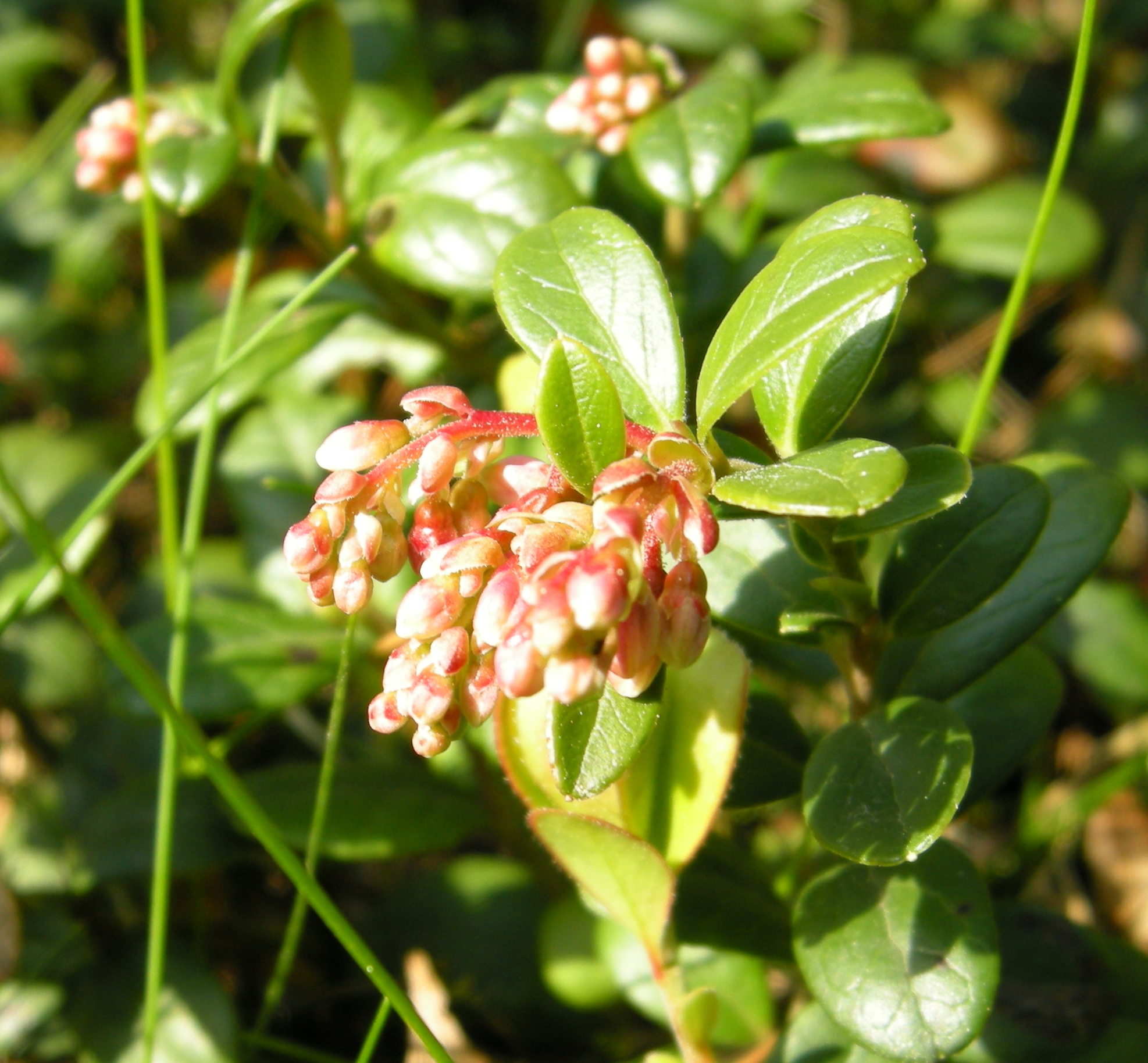
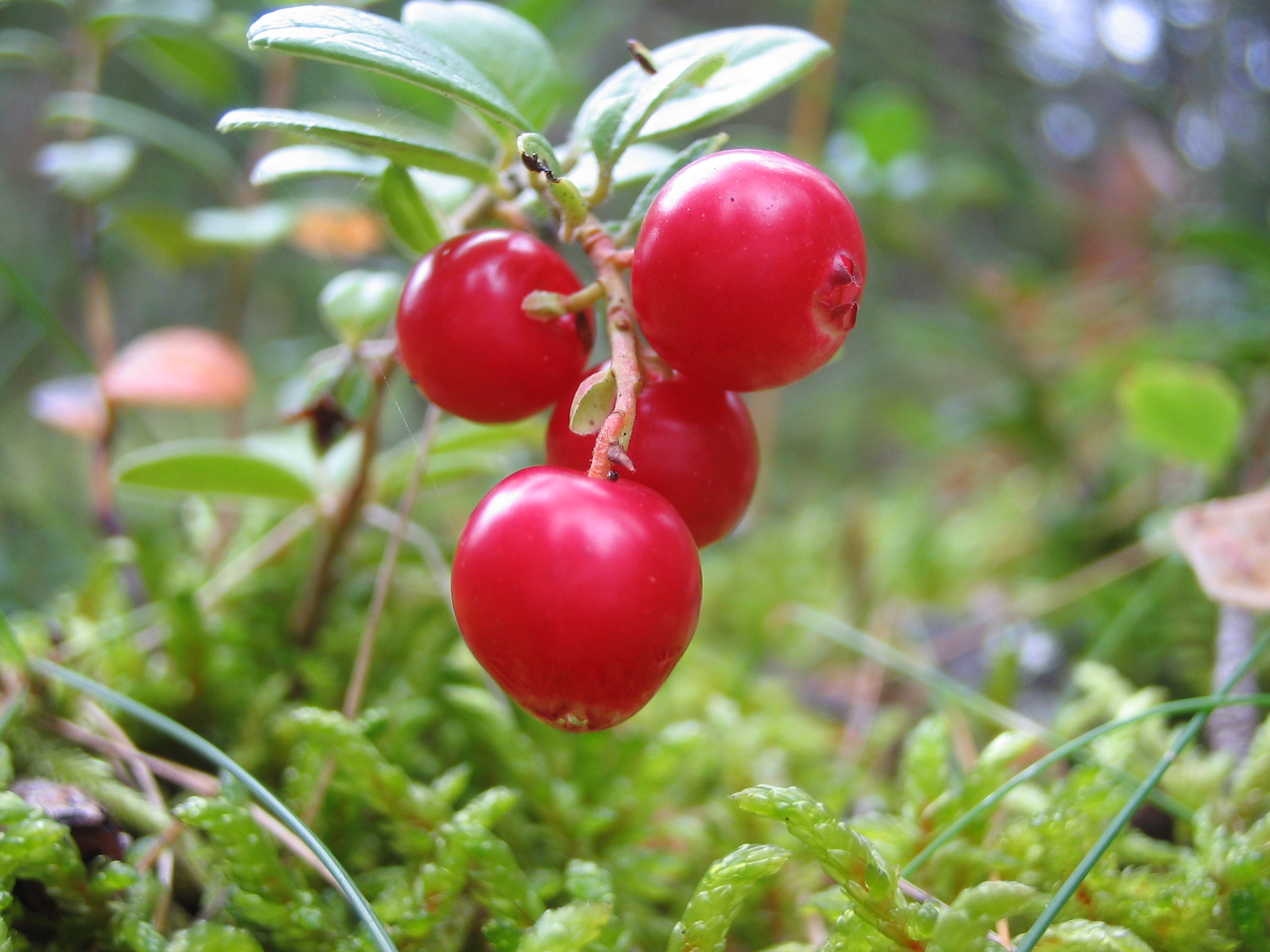
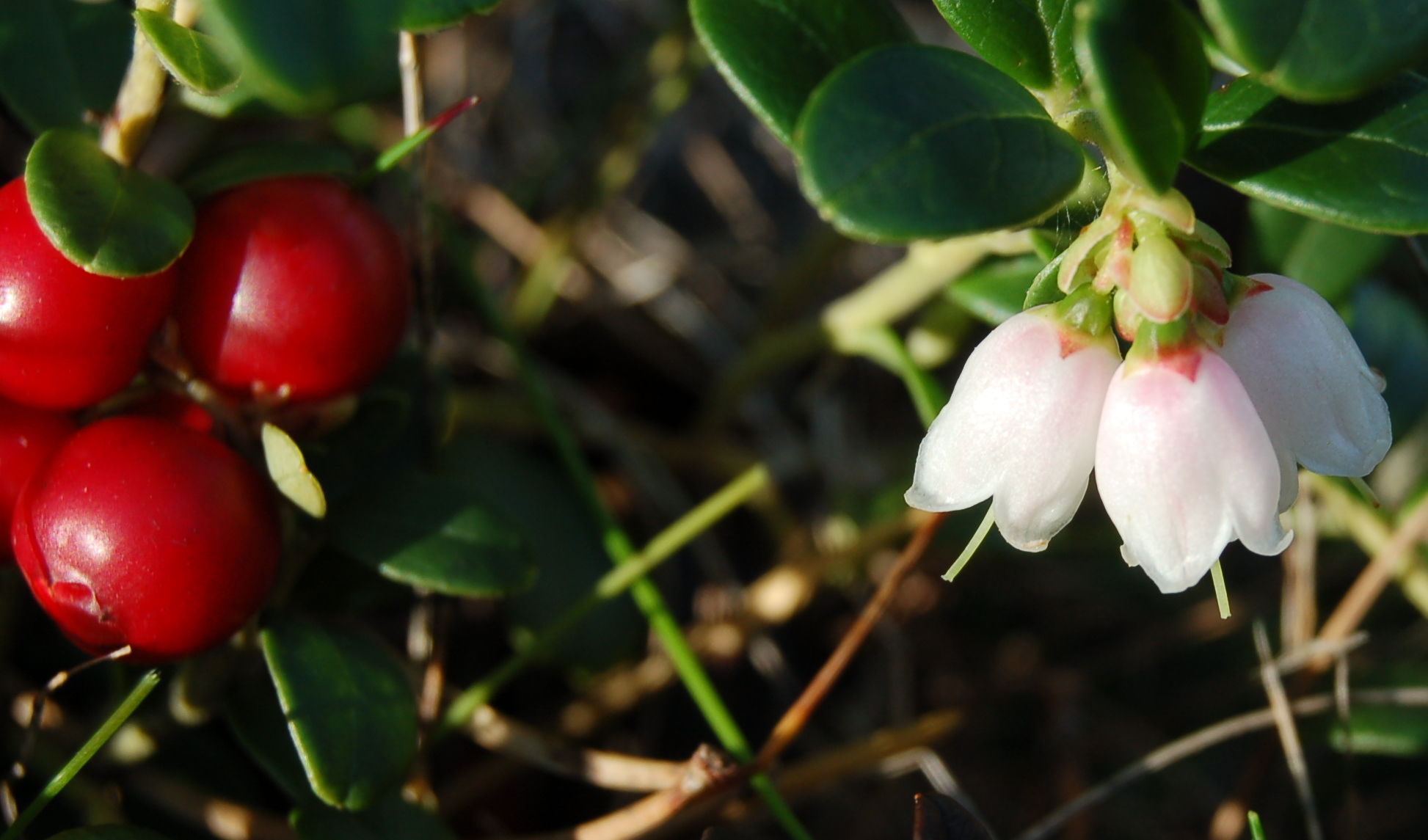
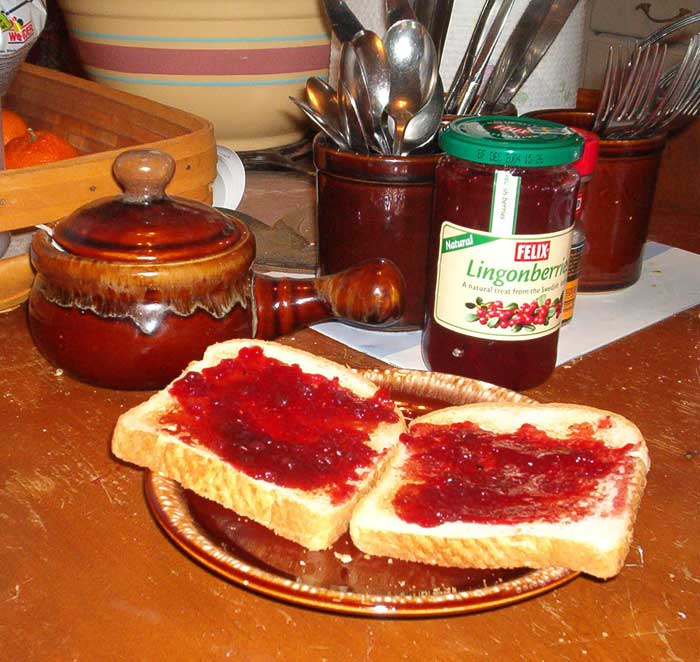
Брусничний джем (Швеція)
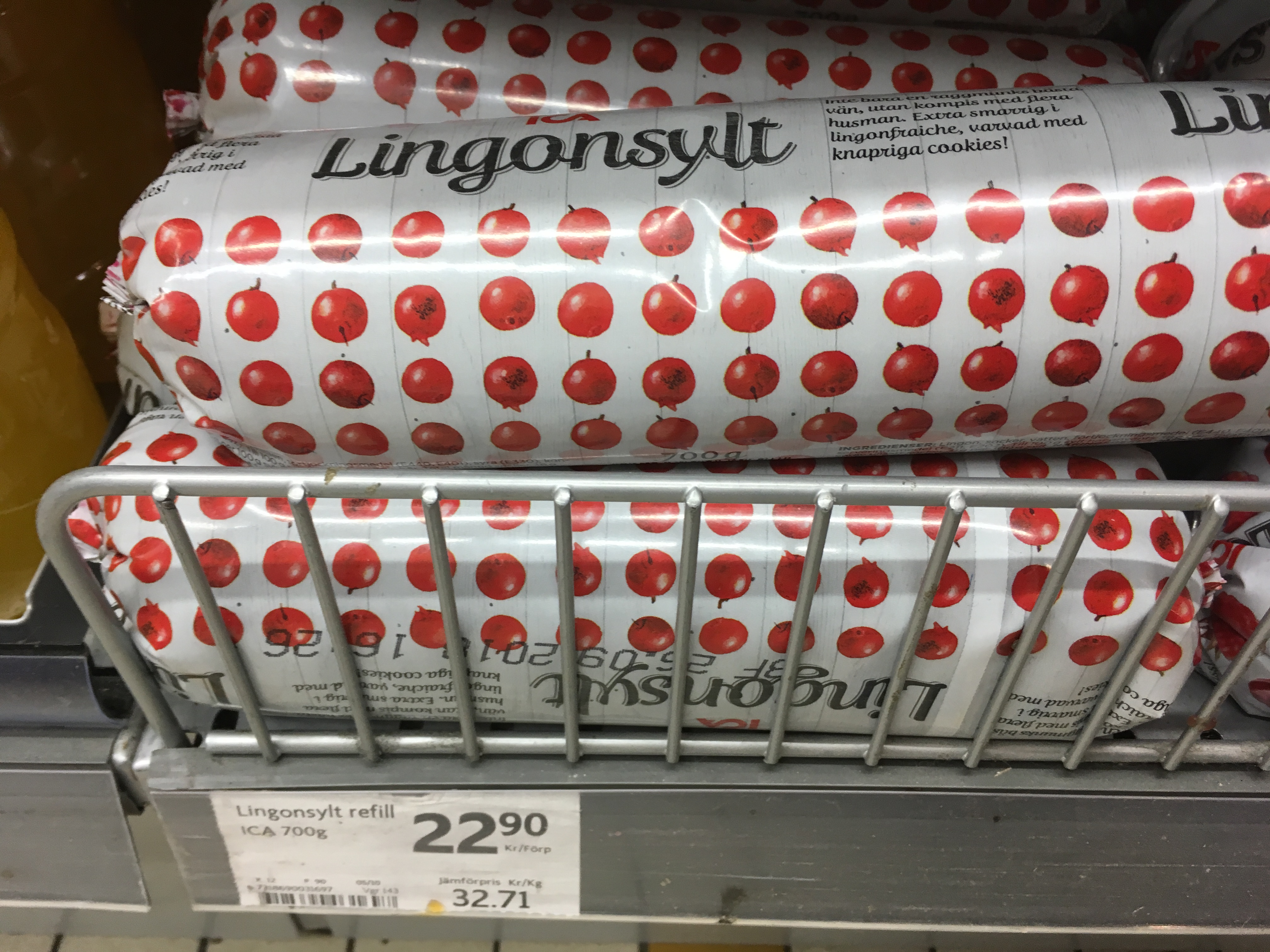
Брусничний джем у магазині Стокгольма, Швеція, 2017